# Museo de Antalya
El Museo de Antalya es uno de los museos arqueológicos de Turquía. Está ubicado en la ciudad de Antalya, que es la capital de la provincia del mismo nombre. Fue fundado en 1922 y en 1972 se trasladó a un nuevo edificio. En 1988 recibió el premio especial otorgado por el Consejo de Europa. 

## Historia
El museo fue creado inicialmente con el objetivo de preservar los restos arqueológicos de la zona de posibles expolios y deterioros que podrían provocar las fuerzas de ocupación tras el fin de la Primera Guerra Mundial. Su fundación se produjo en 1922 y originalmente estuvo instalado en la mezquita Alaaddin. En 1937 pasó a la mezquita Yivli Minare hasta que en 1972 se trasladó al edificio actual.

## Colecciones

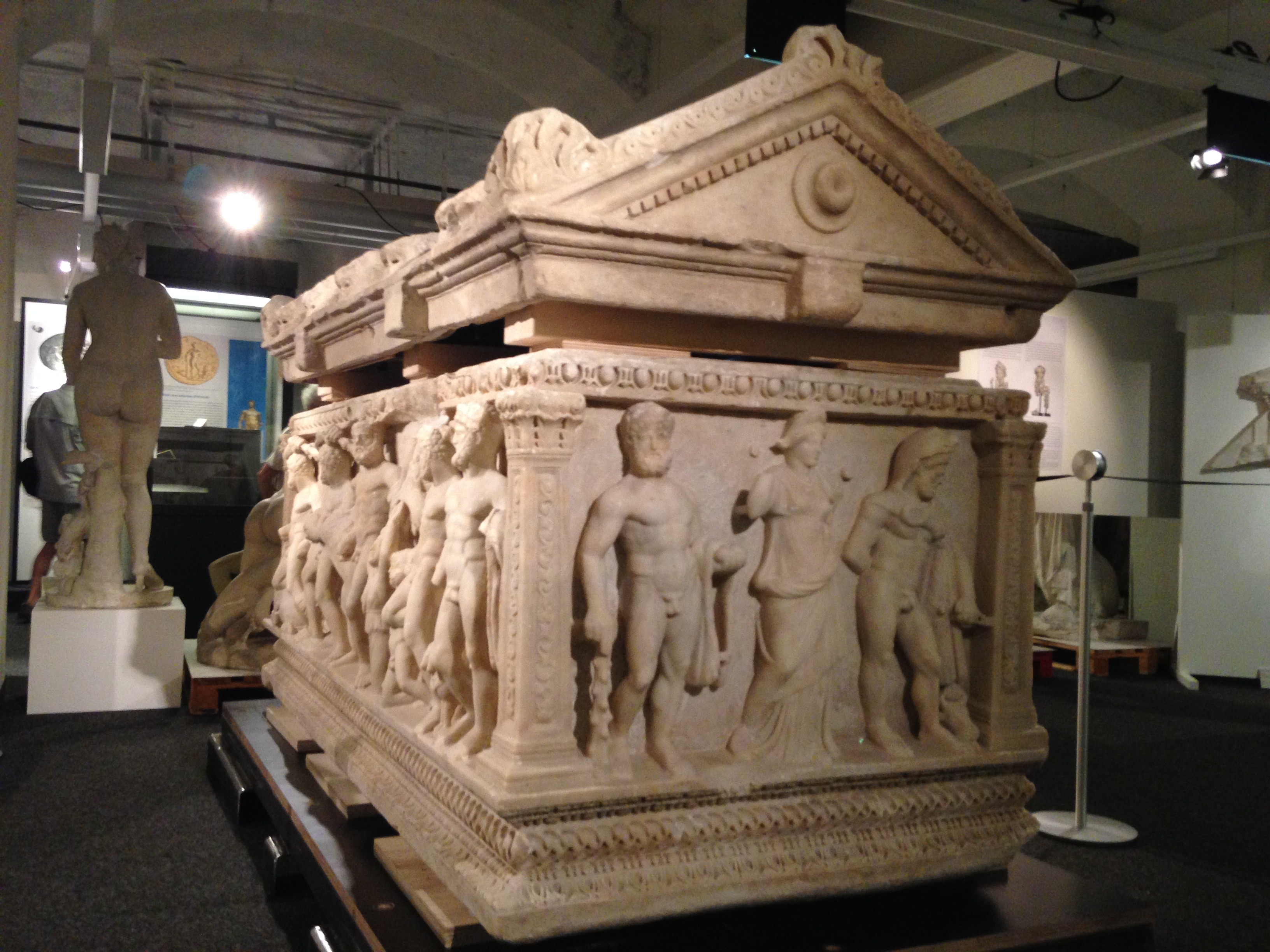
El «sarcófago de Hércules», del.

El museo contiene una colección de objetos arqueológicos pertenecientes a periodos comprendidos entre el Paleolítico y la época romana. Además, la sección etnográfica expone elementos pertenecientes a la cultura otomana. Sus colecciones permiten obtener una visión histórica de los antiguos territorios de Licia, Panfilia y Pisidia. En particular, las principales obras del museo, que le otorgan una gran riqueza escultórica, son los procedentes de la antigua ciudad de Perge.
Recientemente se han repatriado a Turquía algunas obras de arte que fueron sacadas ilegalmente del país. Así, desde 2011 se expone en el museo de Antalya la parte superior de una estatua de Hércules que había estado expuesta desde 1982 en el museo de Bostón y que había sido comprado a un anticuario sin una indicación de su procedencia. La parte inferior de la estatua había sido encontrada en las excavaciones arqueológicas de Perge. Por otra parte, en 2017 se recuperó para ser expuesto en el museo el denominado «sarcófago de Hércules», del siglo II, que se encontraba en Ginebra.
El museo se encuentra organizado en diferentes salas de exposición:
- Sala infantil: dedicada especialmente a los niños; en ella se exponen juguetes de la Antigüedad.
- Historia natural y prehistoria: conserva fósiles así como hallazgos de tumbas, herramientas y estatuillas de periodos prehistóricos.
- Cerámica: expone la evolución de la cerámica entre el periodo geométrico y la época romana.
- Excavaciones regionales: presenta los resultados de las excavaciones en diferentes yacimientos arqueológicos de las regiones de Licia, Pisidia y Panfilia.
- Estatuas imperiales: recoge una serie de estatuas de emperadores, emperatrices y personajes políticos destacados de época romana hallados en la antigua ciudad de Perge.
- Dioses: incluye una serie de obras escultóricas de divinidades y otros personajes de mitología griega.
- Mosaicos: entre otras obras, expone una serie de mosaicos. Es particularmente destacable el llamado «mosaico de los filósofos», que fue hallado en Seleucia.
- Oeste de Perge y ninfeo: contiene una serie de piezas escultóricas procedentes del ninfeo así como una estatua de Atenea y otra de Afrodita.
- Teatro de Perge: expone piezas escultóricas monumentales del antiguo teatro de Perge, entre las que destacan los relieves de los frisos.
- Sarcófagos: en ella se encuentran sarcófagos pertenecientes principalmente a necrópolis de la antigua ciudad de Perge.
- Usos funerarios: aquí se exponen las costumbres funerarias de la zona en la Antigüedad, ilustradas por ejemplos de tumbas de personajes notables con decoraciones, ajuares e inscripciones.
- Monedas, pequeños objetos e iconos: contiene una colección de monedas de diferentes periodos de las regiones de Licia, Pisidia y Panfilia, así como iconos y otras obras artísticas del periodo bizantino.
- Etnografía: expone una serie de elementos culturales y artísticos de los ámbitos islámico y otomano.
- Sala audiovisual: ofrece información sobre la provincia de Antalya y sus yacimientos arqueológicos.[5]

|                                                    |
| Reconstrucción de una tumba de la Edad del Bronce. |

|                                                     |
| Relieve procedente de un friso del teatro de Perge. |

|                                        |
| Recipientes de vidrio de época romana. |

|                                |
| Estatua del emperador Adriano. |